# Brothers of the Head
Pour plus de détails, voir Fiche technique et Distribution.
Brothers of the Head est un film britannique réalisé par Keith Fulton et Louis Pepe, sorti en 2005. Il s'agit du premier crédit d'acteur des frères Luke et Harry Treadaway.

## Synopsis
Un producteur de musique engage deux frères siamois pour créer un groupe de punk rock.

## Fiche technique
- Titre : Brothers of the Head
- Réalisation : Keith Fulton et Louis Pepe
- Scénario : Tony Grisoni d'après le roman de Brian Aldiss
- Musique : Clive Langer
- Photographie : Anthony Dod Mantle
- Montage : Nicolas Gaster
- Production : Simon Channing Williams et Gail Egan
- Société de production : Potboiler Productions, Blue Sky Films, EM Media, Film4 et Screen East
- Pays :  Royaume-Uni
- Genre : Drame, film musical et faux documentaire
- Durée : 93 minutes
- Dates de sortie : 
  -  Canada : 10 septembre 2005 (festival international du film de Toronto)
  -  Royaume-Uni : 6 octobre 2006
  -  France : 14 novembre 2006 (DVD)

## Distribution
- Luke Treadaway : Barry Howe
- Harry Treadaway : Tom Howe
- Sean Harris : Nick Sidney
- Bryan Dick : Paul Day
- Tania Emery : Laura Ashwood
- Jonathan Pryce : Henry Couling
- Howard Attfield : Zak Bedderwick
- Ken Russell : lui-même
- James Greene : Brian Aldiss
- Luke Wagner : Zak jeune

## Accueil
Le film a reçu un accueil favorable de la critique. Il obtient un score moyen de 67 % sur Metacritic.